# Craig Harrison
Craig Harrison (né en novembre 1974) est un tireur d'élite britannique, Corporal of Horse (CoH) dans la Household Cavalry de la British Army. 
En novembre 2009, durant la seconde guerre d'Afghanistan, il tue deux taliban d'un tir distant de 2 475 m, un record de distance qui dépasse de 45 m le précédent en la matière, détenu par Rob Furlong,. En 2012, un tireur d'élite australien non identifié dépasse le record avec un coup au but à 2 815 m.

## Conditions du tir

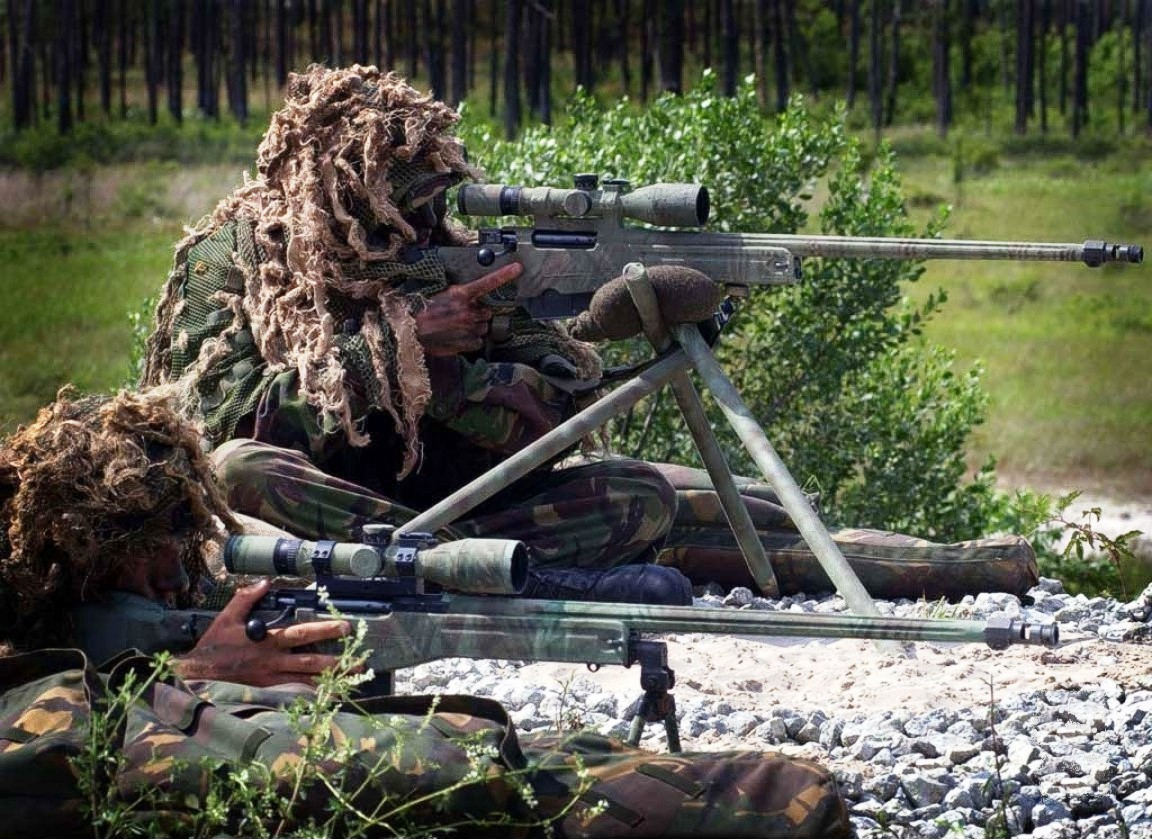
Tireur d'élite des Royal Marines doté du fusil L115A1. Ces fusils sont similaires au L115A3 mais équipés de la lunette télécopique Schmidt & Bender 3-12x50 PM II.

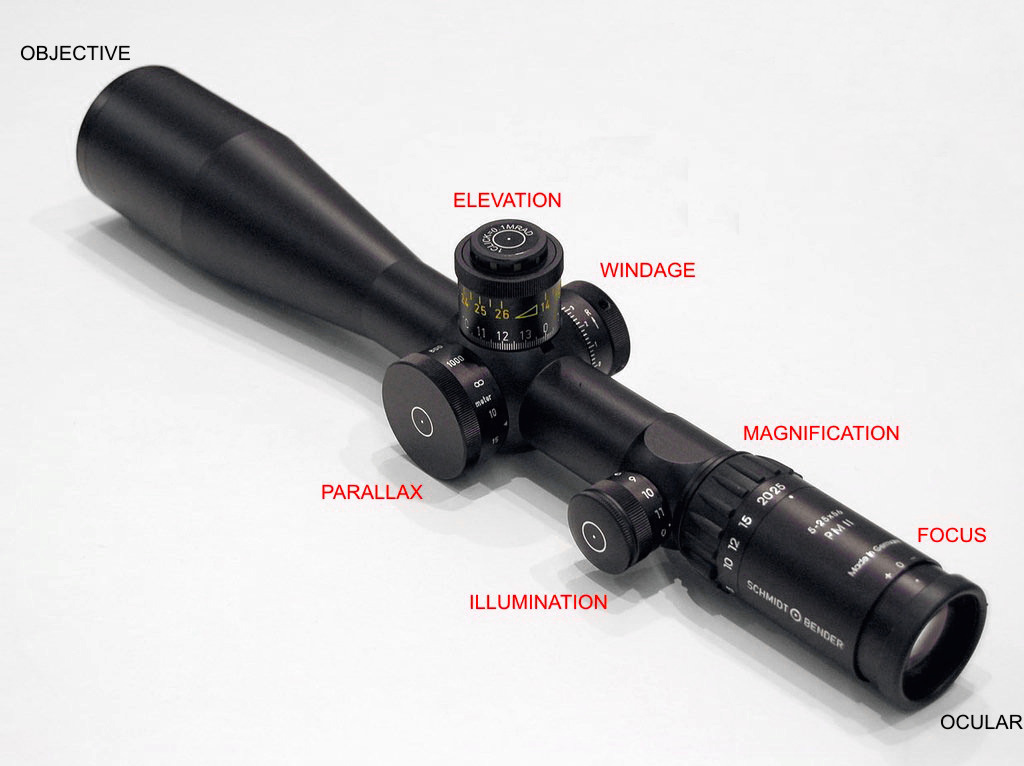
Schmidt & Bender 5-25x56 PM II LP lunette utilisé par Craig Harrison et ses ajustements possibles.

En novembre 2009, le Corporal of Horse Craig Harrison toucha deux mitrailleurs taliban au sud de Musa Qala dans la province de Helmand en Afghanistan à une distance de 2 475 m grâce à un L115A3  Long Range Rifle,,,. Dans une interview à la BBC, Harrison indiqua qu'il lui a fallu environ 9 tirs à lui et à son observateur pour estimer correctement la distance à la cible. Son premier tir « sur cible » a été mortel.
Cet exploit n'est pas représentatif de la portée effective (avec une grande probabilité de succès) de l'arme employée sur cible statique. Le tir a été facilité par la faible densité de l'air régnant dans la vallée dans laquelle est situé Musa Qala où le caporal Harrison opérait (altitude 1 043 m).
Dans les rapports, le CoH Craig Harrison mentionne que les conditions environnementales étaient parfaites pour un tir longue distance : absence de vent, température moyenne, bonne visibilité. Tom Irwin, un directeur d’Accuracy International, le fabricant britannique du fusil L115A3, ajouta : « Il est relativement précis au-delà de 1 500 m, mais à cette distance la chance joue aussi son rôle. »
La lunette télescopique Schmidt & Bender (en) 5-25x56 PM II LP a un réticule qui peut être ajusté au dixième de milliradian ou au mil et une étendue de réglage de l'élévation verticale de 26 milliradians. À 2 475 m de distance, un incrément de 0,1 milliradian correspond à un écart de 24,75 cm du point d'impact.
Selon JBM Ballistics, en prenant le coefficient de traînée (Cx) donné par Lapua, le L115A3 a une portée, en vitesse supersonique (vitesse du son = 340,3 m/s), de 1 375 m aux conditions atmosphériques standards au niveau de la mer (densité de l'air ρ = 1,225 kg/m3) et de 1 548 à 1 043 m, altitude de Musa Qala. Ceci montre que les conditions extérieures affectent grandement le vol de la balle.
Le logiciel de balistique extérieure de JBM Ballistics prédit que les balles des cartouches haute pression .338 Lapua Magnum tirées à 936 m/s en sortie de canon sous atmosphère standard à 1 043 m d'altitude (densité de l'air ρ = 1,069 kg/m3) à plat, arrivent à 2 475 m, après un vol d'approximativement 6,02 s, à une vitesse de 251,8 m/s en ayant perdu 120,95 m d'altitude, soit 48,9 milliradian.
Mais en 2012 toujours lors de la Guerre d'Afghanistan, ce record est battu par un tireur d'élite australien  du Delta Company du 2nd Commando Regiment non identifié, cet homme a réalisé un tir à une distance de 2 815 m avec son fusil Barret M82 à munition 50 BMG.